# بشیر عبدی
بشیر عبدی (انگلیسی: Bashir Abdi؛ زادهٔ ۱۰ فوریهٔ ۱۹۸۹) دونده دو استقامت و ماراتن سومالیایی‌تبار اهل بلژیک است.